# Birgit Peter
Birgit Peter (Potsdam, 27 gennaio 1964) è un'ex canottiera tedesca.

## Palmarès

### Olimpiadi
- 2 medaglie:
  - 2 ori (Seul 1988 nel due di coppia; Barcellona 1992 nel quattro di coppia)

### Mondiali
- 3 medaglie:
  - 2 ori (Hazewinkel 1985 nel quattro di coppia; Tasmania 1990 nel singolo)
  - 1 argento (Bled 1989 nel singolo)